# 山岡文彦
山岡 文彦（やまおか ふみひこ、1941年 -2019年 ）は、日本の植物学者、動物学者、キリスト教会牧師。
1941年長野県岡谷市生まれ。麻布獣医科大学（現麻布大学）獣医学科卒業。聖書宣教会神学舎卒業。桜美林大学非常勤講師。相模聖書キリスト教会牧師。

## 研究の特徴
植物学の研究の主要な部分は、帰化植物に関する研究である。その中で全国の帰化植物を調査するに当たっては、60年代よりの鉄道沿線の調査、高速道路の進展に伴う植物分布の拡大等の調査はもとより、大規模鶏舎等の飼料輸入に伴う侵入、米軍キャンプ地を通じての侵入、港湾周辺、輸入原料加工産業からの侵入等、独特の観点からの調査を行なって来ている。
動物学において、特筆すべきは、聖書の動物の研究である。特に、旧約聖書のレビ記11章、申命記14章にある、イスラエル民族が食することができる「清い動物」と食することができない「汚れた動物」についての考察である。山岡は、それらの動物の清、汚の区別の根拠が、当時のイスラエル民族が出エジプトののち、40年間荒野をさ迷った歴史的背景の中にあるのではないかと考え、裏づけの分析を行なっている。

## 主な著書

### 植物動物関係等
- 帰化植物100種（グリーンブックス17、ニューサイエンス社）1975年
- 雑木林の観察（グリーンブックス120、ニューサイエンス社）1985年
- 歩いてみよう雑木林（家の光協会）1992年
- 身近な帰化植物（青磁社）1974年
- 基礎環境衛生学（青磁社）1977年
- 帰化動物小事典（相模野自然度研究会）2000年
- 栄養生理学（相模野自然度研究会）2011年
- 内部寄生虫小事典（相模野自然度研究会）2001年

### キリスト教関係
- 「使徒の働き」講解説教（青磁書房）2001年
- 汚れた動物と清い動物についての一考察（相模聖書キリスト教会出版部）2003年
- 聖書の植物（日本ミッション）1989年
- 聖書の動物（青磁書房）1996年
- 天と地の創造と人間（相模聖書キリスト教会出版部）2010年
- 神の人モーセ（後藤光三共著・新生宣教団）2011年
- 創世記（相模聖書キリスト教会出版部）2015年

### 調査研究報告書
- 群馬県六合村の自然（相模野自然度研究会）2001年
- 多摩丘陵と相模原台地の自然（青磁社）1982年
- 相模原補給廠を尋ねて（さがみ野植物友の会会誌第５号）1986年
- 麻布大学の植生調査（相模野自然度研究会）2004年
- 麻布大学とその付近の動物調査（相模野自然度研究会）2007年
- 愛川町の動植物（相模野自然度研究会）2002年

### その他
- 故郷（相模聖書キリスト教会）初版1996年、再版2012年